# Centro Goiano
Centro Goiano è una mesoregione dello Stato del Goiás in Brasile.

## Microregioni
È suddivisa in 5 microregioni:
- Anápolis
- Anicuns
- Ceres
- Goiânia
- Iporá